# كريستوف ماجنوسون
كريستوف ماجنوسون (بالألمانية: Kristof Magnusson)‏ هو مترجم وكاتب ألماني، ولد في 4 مارس 1976 في هامبورغ في ألمانيا.

## وصلات خارجية
- كريستوف ماجنوسون على موقع IMDb (الإنجليزية)
- كريستوف ماجنوسون على موقع مونزينجر (الألمانية)
- كريستوف ماجنوسون على موقع ميوزك برينز (الإنجليزية)
- كريستوف ماجنوسون على موقع قاعدة بيانات الفيلم (الإنجليزية)